# Joe Lally
Pour les articles homonymes, voir Lally.
Joe Lally, né le 3 décembre 1963 à Silver Spring, dans le Maryland (États-Unis), est un bassiste américain. 
Il est notamment connu pour sa collaboration avec le groupe de punk rock Fugazi, pour lequel il écrit quelques chansons. En 2002, il se joint aux ex-membres du groupe Frodus Shelby Cinca et Jason Hamacher, avec lesquels il fonde un projet de groupe, d'abord appelé The Black Sea puis Decahedron. 
Joe Lally est également connu pour sa collaboration avec le guitariste John Frusciante par l'intermédiaire du groupe Ataxia. Il a enregistré deux albums avec celui-ci, Automatic Writing (2004) et AW II (2007)